# Ващенко Віктор Павлович
Віктор Павлович Ващенко (рос. Виктор Павлович Ващенко; нар. 17 лютого 1965, Бєлгород, РРФСР) — радянський та російський футболіст, захисник.

## Життєпис
Віктор Ващенко народився 17 лютого 1965 року в місті Бєлгород. Вихованець місцевого «Салюта» (1977—1979) та харківського ХОСШІСП (1979—1982). Перший тренер — В.Голіков. Дорослу футбольну кар'єру розпочав у харківському «Маяку» з Другої ліги чемпіонату СРСР, кольори якого захищав до 1985 року. Протягом свого перебування в «Маяку» в другій лізі зіграв 114 матчів та відзначився 5-ма голами. У 1986 році приєднався до іншого харківського клубу, вищолігового «Металіста». У футболці харків'ян дебютував 30 березня 1986 року в нічийному (0:0) виїзному поєдинку 5-го туру проти кутаїського «Торпедо». Віктор вийшов у стартовому складі та відіграв увесь матч. У харківському клубі в чемпіонаті СРСР зіграв 41 матч (понад 30 поєдинків та 6 голів у першості дублерів), 11 матчів у кубку СРСР та 12 поєдинків в інших кубкових змаганнях.
У 1989 році приєднався до воронезького «Факела», кольори якого захищав до 1992 року. У вищій лізі чемпіонату Росії дебютував 1 квітня 1992 року в переможному (1:0) домашньому поєдинку 2-го туру Першого етапу групи «А» проти тюменського «Динамо-Газовика». Ващенко вийшов на поле на 62-ій хвилині, замінивши Антона Шипилова, який до цього встиг відзначитися голом. Загалом у футболці воронезького клубу в чемпіонатах СРСР/Росії зіграв 79 матчів та відзначився 1 голом. У 1992 році виїхав до Німеччини, де до 1995 року захищав кольори нижчолігових клубів «Пеш» (Кельн) та «Фрехен-20». У 1995 році повернувся до Росії, де підписав контракт з вищоліговим «Локомотивом» з Нижнього Новгорода. Дебютував у футболці нижегородського клубу 24 травня 1995 року в переможному (2:1) виїзному поєдинку 8-го туру проти камишинського «Текстильника». Віктор вийшов на поле на 78-ій хвилині, замінивши Марата Дзоблаєва. У 1996 році приєднався до друголігового клубу «Локомотив» (Лиски), кольори якого захищав до 1997 року (41 матч а 1 гол у чемпіонаті Росії, 3 поєдинки в кубку Росії). З 1998 по 1999 роки виступав у складі аматорського клубу «Динамо» (Семилуки).

## Досягнення
- Кубок СРСР
  -  Володар (1): 1988